# Jude Gerald Paulraj
Arochiasamy Jude Gerald Paulraj (* 28. April 1943 in Pazhayakovil, Tamil Nadu) ist ein indischer Geistlicher und emeritierter römisch-katholischer Bischof von Palayamkottai.

## Leben
Jude Gerald Paulraj empfing am 8. Dezember 1968 das Sakrament der Priesterweihe.
Am 23. Oktober 2000 ernannte ihn Papst Johannes Paul II. zum Bischof von Palayamkottai. Der Erzbischof von Madurai, Marianus Arokiasamy, spendete ihm am 8. Dezember desselben Jahres die Bischofsweihe; Mitkonsekratoren waren der Bischof von Tuticorin, Peter Fernando, und der emeritierte Bischof von Palayamkottai, Savarinathen Iruthayaraj.
Am 2. Juli 2018 nahm Papst Franziskus das von Jude Gerald Paulraj aus Altersgründen vorgebrachte Rücktrittsgesuch an.